# Včelař (film, 2024)
Včelař (v anglickém originále The Beekeeper) je americký akční filmový thriller z roku 2024, který režíroval David Ayer a scénář napsal Kurt Wimmer. Hrají v něm Jason Statham, Emmy Raver-Lampman, Josh Hutcherson, Bobby Naderi, Phylicia Rashad, Jemma Redgrave a Jeremy Irons. Film vypráví o vysloužilém vládním zabijákovi, který se vydá na cestu pomsty poté, co se jeho dobrosrdečná domácí stane obětí phishingového podvodu.
Film s rozpočtem 40 milionů dolarů byl uveden do kin ve Spojených státech 12. ledna 2024 společností Amazon MGM Studios pod hlavičkou Metro-Goldwyn-Mayer Pictures. Film získal mírně pozitivní recenze a celosvětově utržil 162,6 milionu dolarů. V únoru 2025 byla ohlášena příprava pokračování se Stathamem v režii Tima Tjahjanta.

## Děj
V odlehlém Massachusetts žije v důchodu učitelka Eloise Parkerová, která má blízký vztah s Adamem Clayem, tichým včelařem pracujícím v její stodole. Když Eloise přijde kvůli phishingovému podvodu o všechny peníze, včetně více než dvou milionů dolarů určených pro její charitu, spáchá sebevraždu. Adam najde její tělo a je zatčen její dcerou, agentkou FBI Veronou. Po propuštění kontaktuje tajnou skupinu „Včelařů“, aby našel viníky a pomstil Eloise. Pátrání ho dovede do call centra u Springfieldu, které vede Mickey Garnett.
Adam call centrum zničí a Mickeyho brutálně napadne. Ten uteče a kontaktuje svého šéfa Dereka Danfortha, jenže Adam Mickeyho chytí a zabije. Derek požádá Wallace Westwylda, bývalého ředitele CIA a šéfa bezpečnosti své firmy, o pomoc. Wallace kontaktuje současnou ředitelku CIA Janet Harwardovou, která na Adama vyšle "včelařku" Anisette. Adam ji ale zabije a Včelaři poté vyhlásí neutralitu.
Verona a její kolega Matt odhadují, že Adam míří na středisko Nine Star v Bostonu. Wallace vyšle elitní jednotku vedenou Pettisem, která má Adama zlikvidovat. Kvůli nejasnostem mezi FBI a ochrankou Adam jednotku zneškodní, zabije Pettise a vyslýchá manažera Anzaloneho. Verona a Matt ho sledují, ale Adam unikne.
Dvojice vyšetřovatelů zjistí, že Derek je syn prezidentky USA Jessicy Danforthové, a varují FBI, že by mohl být Adamovým dalším cílem. Wallace pošle Dereka k matce na pobřežní sídlo chráněné žoldáky. Adam ale sídlo infiltroval a po přestřelce se dostane k Derekovi. Když Derek přizná, že zmanipuloval volby pomocí Wallaceových algoritmů, a hrozí matce smrtí, Adam ho zastřelí. Verona ho pronásleduje, ale nakonec ho nechá jít. Adam jí poděkuje pohledem a zmizí v moři.